# 佛朗琪絲卡·米凱琳
佛朗琪絲卡·米凱琳（義大利語：Francesca Michielin，義大利語發音：[franˈtʃeska mikjeˈlin]，1995年2月25日—），義大利女歌手、詞曲創作人。2011年第五屆《義大利版X音素》冠軍得主，贏得冠軍後隔天以數位下載的方式發行首張迷你專輯《Distratto》。2012年發行首張錄音室專輯《鏡中自我》。2015年發行第二張錄音室專輯《20成年禮》，首支單曲〈L'amore esiste〉獲得白金唱片銷售認證。2016年代表義大利參加歐洲歌唱大賽。

## 個人經歷
米凱琳生於義大利維琴察省巴薩諾-德爾格拉帕，父母分別為提齊亞諾·米凱琳（Tiziano Michielin）與里耶卡·摩洛（Vanna Moro）。她有一位哥哥費立波（Filippo），是位搖滾樂迷。
14歲時米凱琳參加當地福音唱詩班。受哥哥影響，米凱琳對搖滾樂產生興趣，崇拜美好冬季樂團、傑夫·巴克利、戴米恩·萊斯。
聽完愛黛兒的專輯《19》後，米凱琳開始以鋼琴創作歌曲。

## 音樂生涯

### 2011－2012年：義大利版X音素
2011年，16歲的米凱琳參加第五屆《義大利版X音素》，並演唱齊柏林飛船知名歌曲〈Whole Lotta Love〉。經由前評審西蒙娜·文圖拉指導後，米凱琳表演愛黛兒的歌曲〈Someone like You〉、門戶樂團的歌曲〈Roadhouse Blues〉和史提夫·汪達的歌曲〈Higher Ground〉。
同年12月29日，米凱琳於準決賽演唱尚未發行的歌曲〈Distratto〉，此曲由義大利歌手埃莉薩和魯貝托·卡薩利諾填詞。2012年，米凱琳贏得冠軍，並獲得一份索尼音樂娛樂合約與三十萬歐元比賽獎金。

### 2012－2013年：《鏡中自我》
2012年1月6日，米凱琳發佈她個人首支單曲〈Distratto〉，此單曲登上義大利單曲榜冠軍和年末第10名。
1月24日米凱琳發行首張迷你專輯《Distratto》，此迷你專輯收錄比賽翻唱歌曲及同名單曲等共6首歌，並在義大利專輯榜獲得第9名。
8月31日，米凱琳推出第二支單曲〈Sola〉，該曲音樂錄影帶於9月6日發布，〈Sola〉登上義大利單曲榜第13名並獲得金唱片銷量。10月2日，米凱琳發行她的首張錄音室專輯《鏡中自我》，此張專輯同時收錄《Distratto》裡的同名單曲，《鏡中自我》登上義大利專輯榜第4名。11月16日米凱琳發布第一張錄音室專輯中第三支單曲〈Tutto quello che ho〉。2013年1月25日發布《鏡中自我》最後一支音樂錄影帶〈Se cadrai〉。

### 2013年－至今：《20成年禮》與歐洲歌唱大賽

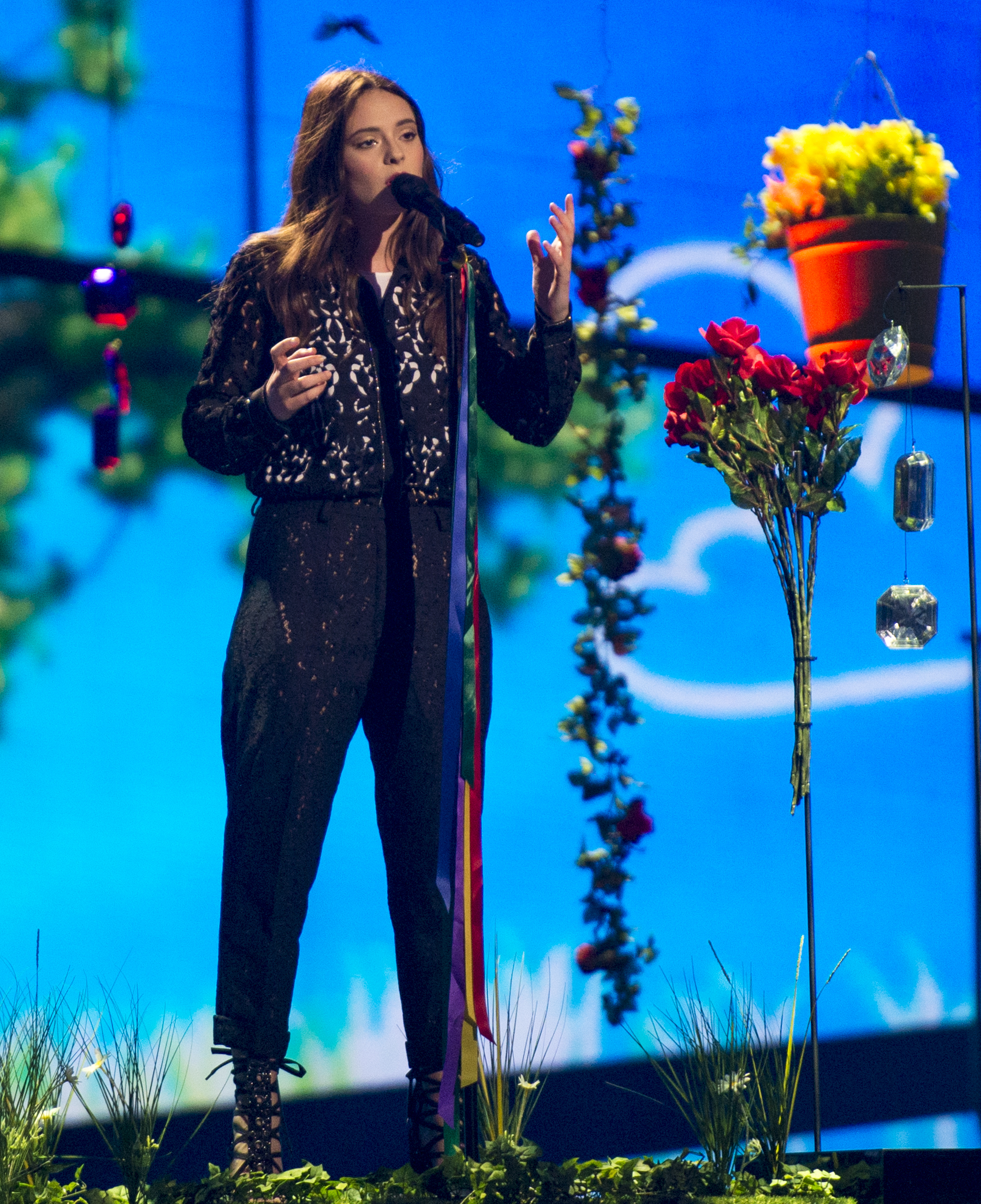
米凱琳在2016年歐洲歌唱大賽表演

2013年3月，義大利饒舌歌手費德茲推出與米凱琳合作單曲〈Cigno nero〉，這首單曲收錄在費德茲第三張錄音室專輯《歡愉洗腦藝術》。2014年，兩人再次合作推出單曲〈Magnifico〉，這首單曲收錄在費德茲第四張錄音室專輯《流行霸主》。
2014年3月28日，米凱琳發布她為電影《蜘蛛人驚奇再起2：電光之戰》演唱義大利版英語主題歌〈Amazing〉，這首歌收錄於義大利版電影原聲帶和她的第二張錄音室專輯《20成年禮》 。
2015年3月6日，米凱琳發布單曲〈L'amore esiste〉，此單曲獲得白金唱片銷售認證並登上義大利單曲榜第10名。同年7月10日發表單曲〈Battito di ciglia〉。9月25日公布單曲〈Lontano〉。10月23日，米凱琳發行她的第二張錄音室專輯《20成年禮》，此專輯登上義大利專輯榜第3名與瑞士熱門音樂榜第96名。2016年2月11日發布單曲〈Nessun grado di separazione〉音樂錄影帶。
2016年，米凱琳代表義大利參加2016年歐洲歌唱大賽，她以義大利語和英語混合演唱歌曲〈Nessun grado di separazione〉獲得第16名。
2017年1月，米凱琳在推特宣布她已經開始準備第三張個人錄音室專輯。

## 音樂作品
- 《鏡中自我（英语：Riflessi di me）》（2012）
- 《20成年禮（英语：di20）》（2015）
- 《2640（英语：2640 (album)）》（2018）
- 《Feat (stato di natura)（英语：Feat (stato di natura)）》（2020）

## 得獎與提名
| 年份 | 獎項               | 類別                               | 作品                                                   | 結果 |
| ---- | ------------------ | ---------------------------------- | ------------------------------------------------------ | ---- |
| 2012 | 義大利音樂錄影帶獎 | 最佳新銳藝人錄影帶                 | 〈Distratto〉                                          | 獲獎 |
| 2012 |                    | 最佳義大利新銳藝人／義大利年度歌手 | 她自己                                                 | 獲獎 |
| 2015 | 魯尼茲雅獎         | 魯尼茲雅流行音樂獎                 | 〈L'amore esiste〉                                     | 獲獎 |
| 2016 |                    | 義大利未來才子                     | 她自己                                                 | 提名 |
| 2016 | MTV義大利音樂大獎  | 最佳義大利女藝人                   | 她自己                                                 | 提名 |
| 2016 | MTV歐洲音樂大獎    | 最佳義大利藝人                     | 她自己                                                 | 提名 |
| 2017 | MTV義大利音樂大獎  | 最佳義大利女藝人                   | 她自己                                                 | 提名 |
| 2019 | 特赦獎             | 自由之聲                           | 〈Bolivia〉                                            | 提名 |
| 2020 |                    | 最佳原聲帶                         | 〈A Cup of Coffee with Marylin〉 （與Tommaso Ermolli） | 獲獎 |
| 2021 | 特赦獎             | 自由之聲                           | 〈Stato di natura〉 （與天際月光樂團）                 | 提名 |
| 2022 |                    | 最佳義大利專輯                     | 《Feat (stato di natura)》                             | 提名 |

## 影視作品
| 年份 | 標題 | 角色   | 備註            |
| ---- | ---- | ------ | --------------- |
| 2021 | 《》 | 她自己 | 電視紀錄片－2集 |

## 外部連結
- 官方网站
- 佛朗琪絲卡·米凱琳的X（前Twitter）

| 奖项与成就                   | 奖项与成就                    | 奖项与成就                                               |
| ---------------------------- | ----------------------------- | -------------------------------------------------------- |
| 前任： Nathalie              | X音素 冠軍 2012               | 繼任： Chiara                                            |
| 前任： 美聲少年 〈〉（2015） | 歐洲歌唱大赛義大利參賽者 2016 | 繼任： 佛朗奇斯可·加巴尼 〈Occidentali's Karma〉（2017） |